# EWK Gillois

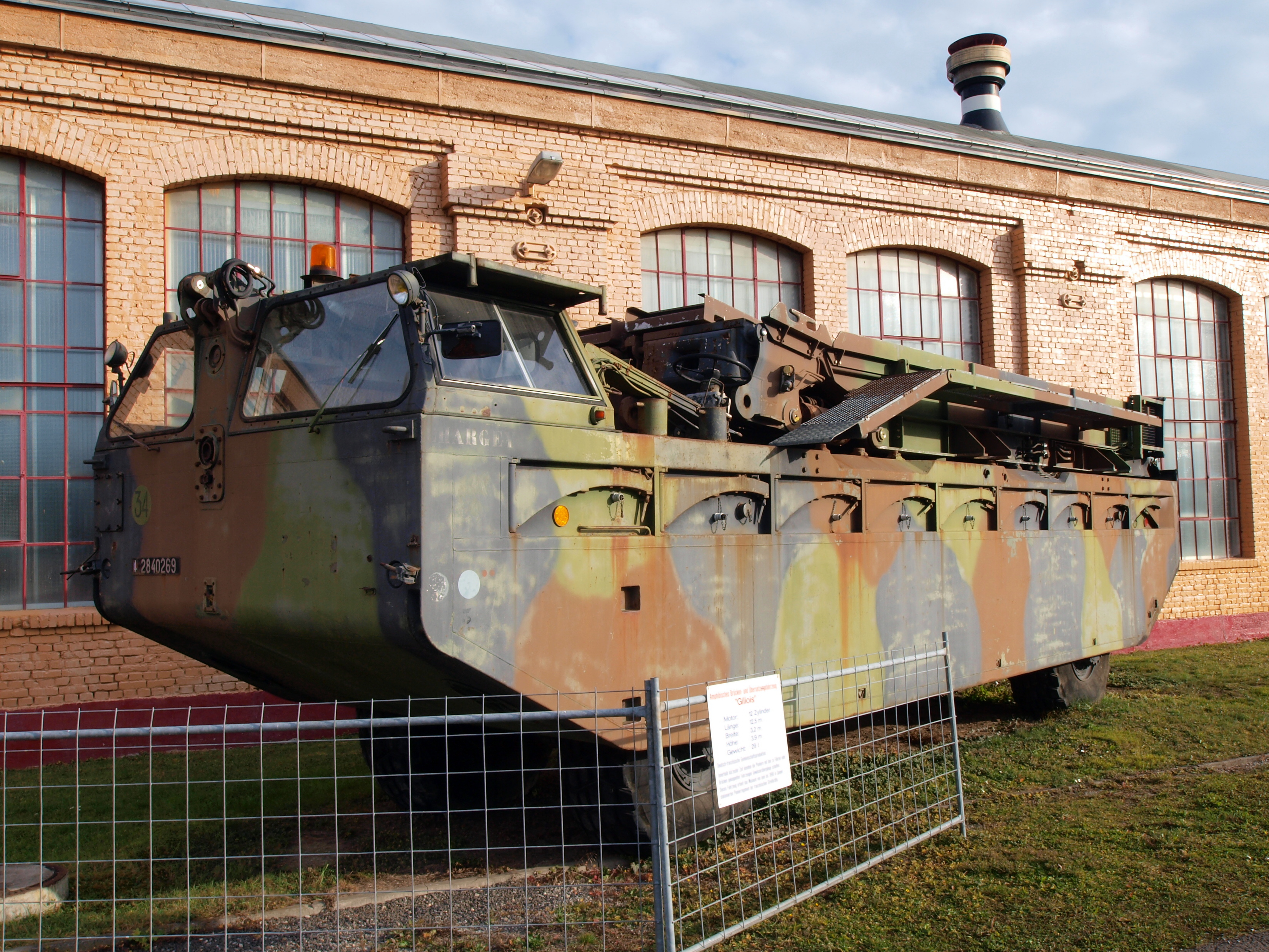
EWK Gillois aus französischen Beständen im Technikmuseum Speyer

EWK Gillois war ein militärisches amphibisches Fahrzeug, mit dem Schwimmschnellbrücken und Fähren errichtet werden konnten.

## Technische Beschreibung
Für die Landfahrt war der Hauptschwimmkörper mit vier angetriebenen Rädern versehen. Für die Wasserfahrt wurden diese eingezogen. Der Antrieb erfolgte über 360 Grad drehbarem Propeller. Er befand sich am Ende eines ausschwenkbaren Taucharms, der von seiner Transportposition über dem Führerhaus um 270 Grad heruntergelassen wurde. Zur Erhöhung der Tragfähigkeit und Stabilität während der Wasserfahrt brachte die Besatzung an beiden Seiten des Rumpfes Kunststoffschläuche von DSB an. Sie wurden mit dem Kompressor des Fahrzeuges auf eine Länge von 11 m und einen Durchmesser von 1,4 m aufgepumpt. Das Brückendeck mit 8 m Länge lag bei Landfahrt in Seitenrichtung und wurde zum Einfahren hydraulisch um 90 Grad quergestellt und auseinandergezogen, um Platz für das Mittelstück zu schaffen. Auf diese Weise entstand eine 4 m breite Fahrbahn. Beiderseits konnte 700 mm breite Fußgängerstege ausgeklappt werden. Für die Verbindung zum Ufer wurden Rampenfahrzeuge benötigt. Diese führten statt der Brückenelemente jeweils eine 8 m lange Rampe mit sich. Die Rampen wurden hydraulisch an die Brücke und Fähre angekoppelt, das Rampenfahrzeug entfernte sich danach. Für eine 100-m-Brücke der MLC 50/80 wurden 13 Fahrzeuge mit 50 Mann Besatzung benötigt. Die Brücke konnte in 45 min eingefahren werden. Zwei bis vier Fahrzeuge konnten zu Übersetzfähren der MLC 40 bis 90 gekoppelt werden. Mit den Rampen konnten Uferhöhen bis zu 3 m überwunden werden.
Es gab auch eine Version, bei der einzelne Fahrzeuge als Fähren konfiguriert waren. Dabei erfolgte das Beladen über eine hydraulisch betätigte 5 m lange Rampe am Bug. MLC 20 war bei diesen Fahrzeugen die Regellast, bis zu MLC 25 war möglich. Die vier Mann Besatzung konnten das Fahrzeug in 40 min zur Wasserfahrt fertig machen. Uferböschungen bis zu 1,70 m konnten damit überwunden werden.

## Technische Daten
| EWK Gillois                 | EWK Gillois                                |
| --------------------------- | ------------------------------------------ |
| Hersteller                  | EWK                                        |
| Besatzung                   | 4 Soldaten                                 |
| Gewicht                     | 29.000 kg (MLC 36)                         |
| Länge                       | 12,3 m                                     |
| Breite                      | 3,19 m                                     |
| Breite mit Schwimmkörpern   | ca. 5,80 m                                 |
| Höhe                        | 3,90 m                                     |
| Max. Steigfähigkeit         | 50 %                                       |
| Motor                       | Deutz F 12 l 714 luftgekühlter Dieselmotor |
| Geschwindigkeit an Land max | 70 km/h                                    |

## Einsatzgeschichte
Das Gerät wurde in den fünfziger Jahren von Colonel Jean F. Gillois erfunden und von den Eisenwerke Kaiserslautern für die französische Armee gebaut. Andere NATO-Staaten übernahmen das Gerät nicht, da mittlerweile die Bundeswehr das modernere System M2 in Auftrag gegeben hatte. An dessen Produktion war EWK ebenfalls beteiligt. Die britische Armee bestellte zu Testzwecken sieben Gillois-Fahrzeuge, entschied sich aber aufgrund der Ergebnisse ebenfalls für das M2. Nachfolger der Gillois in der französischen Armee waren ab den neunziger Jahren das EFA.
Die israelische Armee suchte nach dem Sechstagekrieg Brückengerät, mit dem sie bei einem erneuten Krieg mit Ägypten über den Sueskanal setzen konnte. Da diese offensive Verwendungsabsicht offensichtlich war, verweigerten NATO-Staaten Israel die Lieferung von militärischem Brückengerät. Mangels Alternativen kaufte Israel deshalb 1971 etwa 60 Gillois als Schrottfahrzeuge in Europa, von denen etwa 20 bis zum Ausbruch des Jom-Kippur-Kriegs wieder einsatzbereit gemacht werden konnten. Sie erhielten den hebräischen Namen Timsah (Alligator). Die Gillois spielten eine entscheidende Rolle im Jom-Kippur-Krieg. Sie dienten als Fähren, nachdem israelische Streitkräfte in einem Gegenangriff den Sueskanal überquert hatten. Bis die erste Schwimmbrücke nach zwei Tagen geschlagen war, konnten Panzer nur über die Gillois den Brückenkopf auf dem Westufer verstärken. Die Fähren schafften 120 Kampfpanzer sowie gepanzerte Mannschaftstransportwagen und Nachschub über den Kanal. Unter Artilleriebeschuss zeigte sich ein wesentlicher Nachteil der Konstruktion: Wenn Granatsplitter die Schwimmkörper durchschlugen, entwich die Luft, und die Fahrzeuge kenterten in kürzester Zeit, besonders wenn sie beladen waren. Einen Tag nach dem Einsatzbeginn waren von 17 Gillois nur noch acht einsatzfähig. Die Timsah waren noch mindestens bis Anfang der achtziger Jahre im Einsatz.
Erhaltene Exemplare sind in Yad LaShiryon (Gedenkstätte und Museum der israelischen Panzertruppe in Latrun), im Museum der israelischen Armee Batey ha-Osef (Tel Aviv) und im Technikmuseum Speyer ausgestellt.